# Zalas (Petite-Pologne)
Pour les articles homonymes, voir Zalas.
Zalas est une localité polonaise de la gmina de Krzeszowice, située dans le powiat de Cracovie en voïvodie de Petite-Pologne.